# Folkestone Invicta F.C.

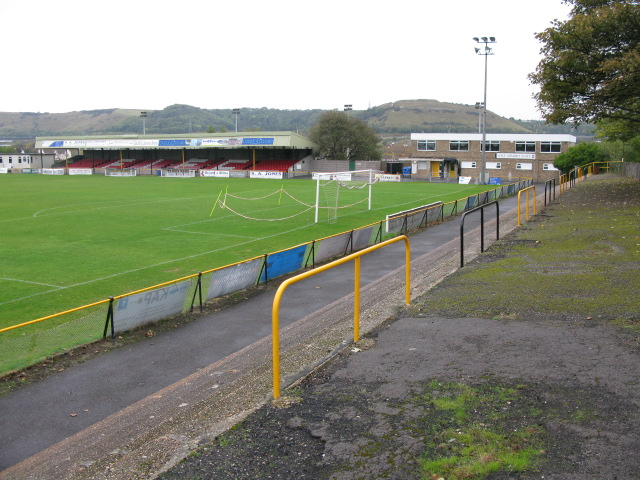
Sân vận động Cheriton Road

Folkestone Invicta FC là một câu lạc bộ bóng đá có trụ sở tại Folkestone, Kent, Anh. Đội bóng hiện thi đấu tại Isthmian League Premier Division và có sân nhà ở Cheriton Road.

## Danh hiệu
- Isthmian League
  - Nhà vô địch Division One South mùa giải 2015–16
- Kent League
  - Nhà vô địch Division Two mùa giải 1991–92
  - Nhà vô địch Division Two Cup mùa giải 1991–92
- Kent County League
  - Nhà vô địch Eastern Section Premier Division mùa giải 1978–79
  - Nhà vô địch Eastern Section Division One mùa giải 1969–70
  - Nhà vô địch Les Leckie Cup mùa giải 1990–91[3]
- Kent Intermediate Shield
  - Nhà vô địch mùa giải 1991–92

## Thống kê
- Thành tích tốt nhất tại FA Cup: Vòng một mùa giải 2005–06[4]
- Thành tích tốt nhất tại FA Trophy: Vòng bốn mùa giải 2021–22[4]
- Thành tích tốt nhất tại FA Vase: Vòng bốn mùa giải 1997–98[4]
- Kỷ lục khán giả đến sân: 2,322 người trong trận đấu giao hữu với West Ham United, mùa giải 1996–97[3]
- Chiến thắng đậm nhất: 13–0 trước Faversham Town, tháng 5 năm 1995[3]
- Thất bại đậm nhất: 7–1 trước Crockenhill, Kent League Division One tháng 2 năm 1993; trước Welling United, Kent Senior Cup tháng 2 năm 2009; trước Bognor Regis Town, Isthmian League Premier tháng 3 năm 2017[3]
- Cầu thủ ra sân nhiều nhất: Michael Everitt, 753 lần[3]
- Cầu thủ ghi bàn nhiều nhất: Ian Draycott, 145 bàn[5]